# Inheemse volken van het Grote Bekken
De inheemse volken van het Grote Bekken zijn de inheemse bevolking die in het Grote Bekken wonen of gewoond hebben voor de komst van Europese kolonisten. Het Grote Bekken is een halfwoestijn die uit verschillende aansluitende endoreïsche bekkens in het westen van de Verenigde Staten dat het merendeel van Nevada en meer dan de helft van Utah beslaat, evenals delen van Californië, Idaho, Oregon en Wyoming.
De inheemse volken van het grote bekken spraken, op de Washo na, Numische talen. Ze waren jager-verzamelaars zonder permanente nederzettingen en met een lage organisatiegraad. Nadat de blanken het paard in Noord-Amerika introduceerden ontwikkelden sommige volken van het Grote Bekken een leefpatroon dat gebaseerd was op de bizonjacht te paard. De Europese kolonisatie van het Grote Bekken begon met de komst van de mormonen in 1848.

## Lijst van inheemse volken
Alternatieve namen staan tussen haakjes vermeldt. Namen van volkeren die niet altijd tot de culturen van het Grote Bekken worden gerekend, staan cursief gedrukt.
- Fremontcultuur 400-1300
- Paiute
  - Chemehuevi
  - Mono
  - Northern Paiute
  - Southern Paiute
- Shoshone
- Ute
- Washo